# Vieux Carré (Williams)
Pour l’article homonyme, voir Vieux Carré.
Vieux Carré (1977) est une pièce d'inspiration autobiographique écrite par Tennessee Williams (1911-1983). 
La pièce doit son titre à Vieux Carré, le quartier français de La Nouvelle-Orléans, où le jeune Thomas Lanier Williams – le vrai nom de Tennessee Williams – quittant sa famille et Saint-Louis, vint s’installer pour quelques mois en 1938, avant de gagner New York.
La pièce, dont la gestation dura près de quarante ans, fut achevée en 1976, produite en 1977 et publiée en 1979 par New Directions (2018 pour sa traduction française).

## Résumé
Dépourvue d’intrigue à proprement parler, la pièce est constituée d’une suite de souvenirs formant autant de tableaux tantôt baroques, cruels, burlesques ou désespérés.
L'action se situe dans une pension minable du 722 Toulouse Street, à la Nouvelle Orléans, entre l’hiver 1938 et le printemps 1939. Là, sous la houlette de Mrs. Wire, tenancière tragi-comique qu'a rendue demi-folle la perte de son fils, coexistent et se croisent des personnages marqués par la vie et la solitude : l’Écrivain (Tennessee Williams lui-même), qui observe et consigne toutes ces scènes dont il est mi-acteur mi-spectateur ; Jane et Tye, couple qui se déchire dans de féroces rapports de domination ; Mary Maude et Miss Carrie, deux vieilles excentriques qui donnent le change mais que leur pauvreté contraint à se nourrir de ce qu’elles trouvent dans les poubelles, la nuit ; le Photographe, dont les orgies qu’il organise dans le studio qu’il occupe à l’étage inférieur mettent Mrs Wire en fureur ; et Nightingale, peintre raté, tuberculeux, qui souvent le soir rentre accompagné de jeunes hommes, et poursuit l’Écrivain de ses avances.

## Productions et réceptions critiques
Vieux Carré a été représentée pour la première fois le 11 mai 1977 sur la scène du St. James Theatre, à Broadway, New York, dans une mise en scène d'Arthur Allan Seidelman. Il y eut six représentations. Certains critiques pointèrent du doigt la mise en scène.
Un an plus tard, Vieux Carré était présentée au public britannique, au Playhouse Theatre de Nottingham, le 16 mai 1978, puis au Piccadilly Theatre de Londres, le 9 août de la même année, dans une mise en scène de Keith Hack — à qui fut dédiée la version publiée (en 1979) de la pièce. Les critiques furent plus favorables, à l’image de ce que Ned Chaillet écrivait dans The Times : « avec ce [Williams]-là, c’est le dramaturge en pleine possession de ses moyens qui nous revient ; jouant de la scène comme un musicien de son instrument, il y fait miroiter dans de rapides enchaînements tous les registres de l’émotion. »